# Linda Kummer
Linda Kummer (* 14. Juni 1999 in Bad Saarow) ist eine deutsche Schauspielerin.

## Leben
Kummer wollte schon früh Schauspielerin werden, davon zeugen auch ihre ersten Auftritte als Kinderdarstellerin. Sie absolvierte von 2017 bis 2019 eine Ausbildung in Jazzgesang, danach studierte sie von 2019 bis 2023 Schauspiel am Thomas Bernhard Institut der Universität Mozarteum Salzburg. Bereits in dieser Zeit hatte sie erste Theaterauftritte am Mozarteum und am Schauspielhaus Graz. Breite Bekanntheit erlangte sie mit ihrer Hauptrolle in der Fernsehserie In aller Freundschaft – Die jungen Ärzte, wo sie seit Februar 2024 eine Medizinstudentin im praktischen Jahr, später eine Assistenzärztin spielt.
Kummer lebt in Berlin.

## Filmografie
- 2006: Polizeiruf 110: Kleine Frau (Fernsehfilm)
- 2008: GSG 9 – Ihr Einsatz ist ihr Leben (Fernsehserie, Folge Endstation)
- 2024: WaPo Berlin (Fernsehserie, Folge Schatten der Vergangenheit)
- seit 2024: In aller Freundschaft – Die jungen Ärzte (Fernsehserie)

## Theater
- 2020: Ein Kängeru wie du (Mozarteum Salzburg)
- 2022: Los Bernarrrdas (Mozarteum Salzburg, Theater im Kunstquartier)
- 2023: Penthesilea (Schauspielhaus Graz)
- 2023: Philoktet (Mozarteum Salzburg)